# Folsomkulturen

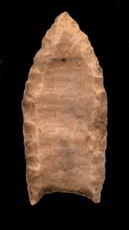
Folsomspets.

Folsomkulturen är en förhistorisk indiankultur som dateras till cirka 10 000-8 000 f.Kr. Den är uppkallad efter Folsom i New Mexico, där man 1926 fann bl.a. spjutspetsar från denna tidsperiod. Folsomspetsar har kunnat kol 14-dateras till 8000-talet f.Kr. Den anses ha vuxit fram ur Clovisspetsen, och var kortare och lättare, räfflad till nästan hela sin längd och med sin maximala bredd relativt nära den avtrubbade spetsen. Det mindre formatet kan mycket väl bero på att man övergått till en ny typ av bytesdjur.